# Nazionale maschile di pallavolo del Vietnam
La nazionale maschile di pallavolo del Vietnam è una squadra asiatica e oceaniana composta dai migliori giocatori di pallavolo del Vietnam ed è posta sotto l'egida della Federazione pallavolistica del Vietnam.
Fino al 1975 ha rappresentato il Vietnam del Nord.

## Rosa
Segue la rosa dei giocatori convocati per l'AVC Challenge Cup 2024.
| N° | Nome              | Ruolo | Data di nascita   | Squadra          |
| -- | ----------------- | ----- | ----------------- | ---------------- |
| 1  | Huỳnh Trung Trực  | L     | 26 luglio 1990    | Sanest Khánh Hòa |
| 2  | Trịnh Duy Phúc    | L     | 27 maggio 1999    | Ninh Bình        |
| 3  | Dương Văn Tiên    | S     | 23 settembre 1998 | Khánh Hòa        |
| 4  | Quan Trong Nghia  | S     | 12 ottobre 1997   | Ninh Bình        |
| 5  | Tran Trien Chieu  | C     | 24 marzo 1996     | Sanest Khánh Hòa |
| 6  | Phạm Văn Hiệp     | O     | 27 agosto 2000    | Biên Phòng       |
| 7  | Pham Quoc Du      | O     | 1º gennaio 1996   | Sanest Khánh Hòa |
| 8  | Trần Duy Tuyến    | C     | 3 giugno 2001     | Biên Phòng       |
| 10 | Ðinh Văn Tu       | P     | 23 ottobre 1993   | Sanest Khánh Hòa |
| 11 | Trương Thế Khải   | C     | 1º gennaio 2004   | Biên Phòng       |
| 12 | Nguyễn Thanh Hải  | C     | 2 settembre 1994  | Ninh Bình        |
| 15 | Ðinh Văn Duy      | P     | 25 agosto 2000    | Biên Phòng       |
| 17 | Nguyễn Ngọc Thuân | S     | 17 maggio 1999    | Biên Phòng       |
| 22 | Trần Minh Đức     | S     | 1º gennaio 2001   | Biên Phòng       |

## Risultati
| 1975 | non qualificata | -            |
| 1979 | non qualificata | -            |
| 1983 | non qualificata | -            |
| 1987 | non qualificata | -            |
| 1989 | non qualificata | -            |
| 1991 | non qualificata | -            |
| 1993 | non qualificata | -            |
| 1995 | non qualificata | -            |
| 1997 | non qualificata | -            |
| 1999 | non qualificata | -            |
| 2001 | non qualificata | -            |
| 2003 | non qualificata | -            |
| 2005 | 12º posto       | Convocazioni |
| 2007 | 15º posto       | Convocazioni |
| 2009 | 12º posto       | Convocazioni |
| 2011 | non qualificata | -            |
| 2013 | non qualificata | -            |
| 2015 | non qualificata | -            |
| 2017 | 10º posto       | Convocazioni |
| 2019 | non qualificata | -            |
| 2021 | non qualificata | -            |
| 2023 | non qualificata | -            |

| 2018 | non qualificata | -            |
| 2022 | non qualificata | -            |
| 2023 | 4º posto        | Convocazioni |
| 2024 | 6º posto        | Convocazioni |
| 2025 | 8º posto        | Convocazioni |